# Siedmica
Siedmica (niem. Siebenhuben) – przysiółek wsi Jakuszowa w Polsce położona w województwie dolnośląskim, w powiecie jaworskim, w gminie Paszowice.
W latach 1975–1998 miejscowość administracyjnie należała do województwa legnickiego.

## Nazwa
W 1295 w kronice łacińskiej Liber fundationis episcopatus Vratislaviensis (pol. Księga uposażeń biskupstwa wrocławskiego) miejscowość wymieniona jest po łacinie jako Septem mansi czyli po łacinie Siedem łanów..